# Vic Doddsworth
Victor Edward Doddsworth (2 tháng 10 năm 1911 – 1986) là một cầu thủ bóng đá người Anh thi đấu ở vị trí wing half.